# Robert Jozinović

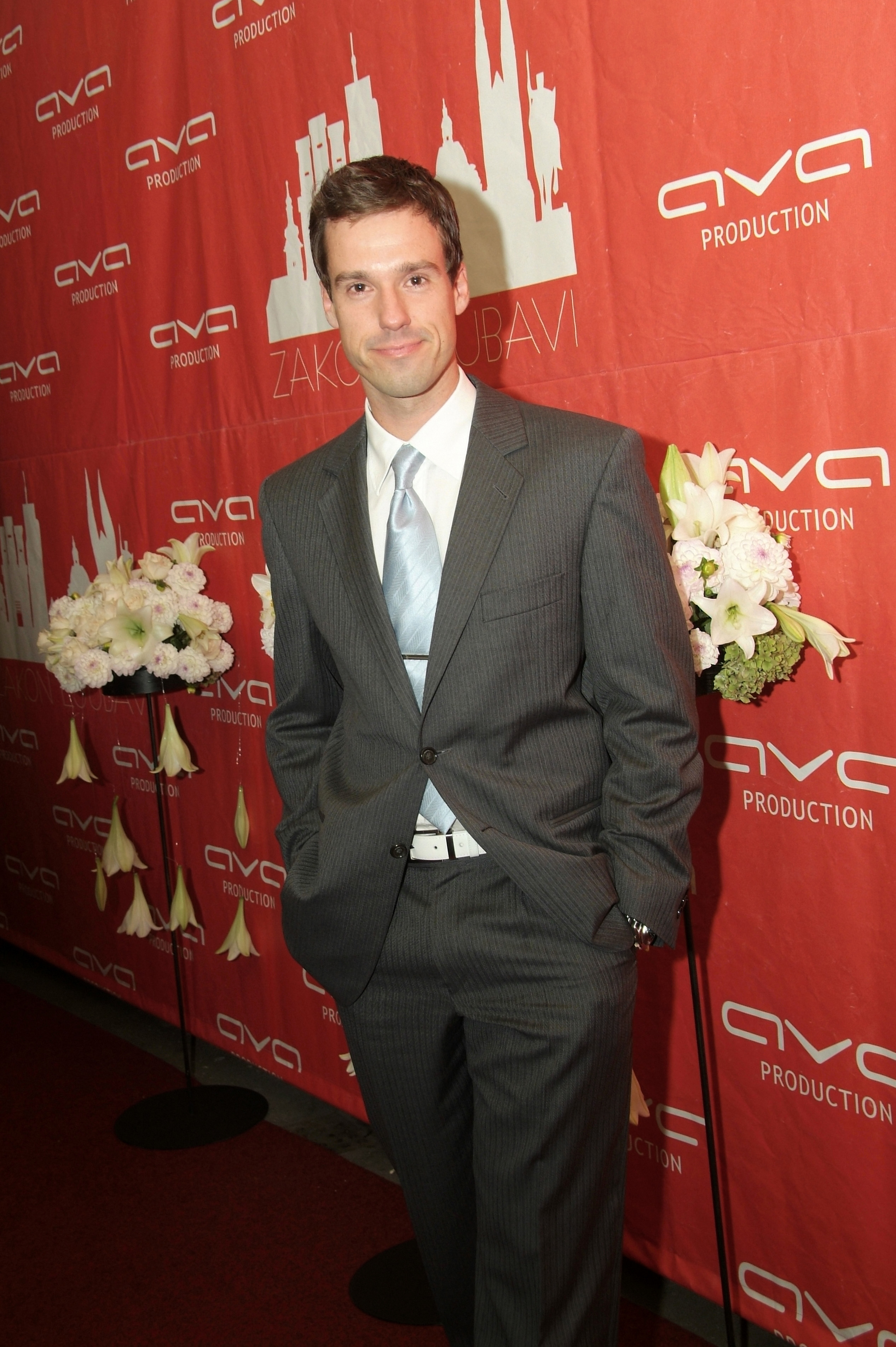
Robert Jozinović (2008)

Robert Jozinović (* 7. April 1979 in Moranbah, Queensland) ist ein australischer Schauspieler.

## Filmografie
- 2001: The Diamond of Jeru
- 2003: Undead
- 2006: …But a Giant Leap for Mr. Larkin (Kurzfilm)
- 2008: Ponos Ratkajevih (Fernsehserie)
- 2008: Zakon Ljubavi (Fernsehserie)
- 2009–2011: Najbolje Godine (Fernsehserie)
- 2010: Max Schmeling – Eine deutsche Legende
- 2011: Larin Izbor (Fernsehserie)
- 2013: Zora Dubrovacka (Fernsehserie)